# 陳寶瑨
陳寶瑨（?—?），福建省福州府閩縣人，清朝政治人物、同進士出身。
光緒十六年（1890年），参加光緒庚寅科殿試，登進士三甲56名。同年五月，授户部郎中。